# Текстура магматских стена
Текстура стене дефинисана је распоредом састојака који испуњавају простор унутар једне магматске масе. Текстура је последица ендогених и егзогених фактора који су деловали у току кристализације дате магме.
- Масивна или хомогена текстура јавља се када су сви састојци стене у њој равномерно распоређени, тако да дају хомоген склоп.

- Шлираста текстура настаје локалним концентрисањем бојених састојака у облику гнезда или издужених сочива, без оштре границе према околној маси стене у којој се налази. Шлираста текстура може бити последица и асимилације, тј. потпуног утапања мањих састојака од стране магме.

- Планпаралелна текстура настаје услед струјања или благих усмерених притисака приликом консолидације стене. Она се огледа у оријентацији стубастих или листастих минерала у стени. Ови минерали понекад се групишу у низове или траке.

- Шкриљава текстура настаје као последица дејства јаких притисака у току или чак и после консолидације стене. Приткасти и љуспасти минерали код ове текстуре заузимају положај који је управан на правац дејства притиска.

- Флуидална текстура јавља се као последица течења магме или лаве за време њене консолидације. Огледа се у усмереном положају микролита (ситних кристала) у основи стене, а често и фенокристала, који указују на смер течења магме.

- Мехураста текстура настаје услед одлажења мехурића из растопа, при чему заостају шупљине. Ако је мехура пуно, образује се шљакаста текстура. Ако те шупљине касније испуне неки секундарни минерали, образује се мандоласта текстура. Шупљине су обично испуњене калцитом, хлоритом, зеолитима, калцедоном и другим минералима. Мехурасте и мандоласте текстуре карактеристичне су за субаерске и субмаринске изливе базалта, дијабаза и спилита, при чему су код последњих шупљине редовно испуњене (формиране су мандоле).